# Hugh Carey

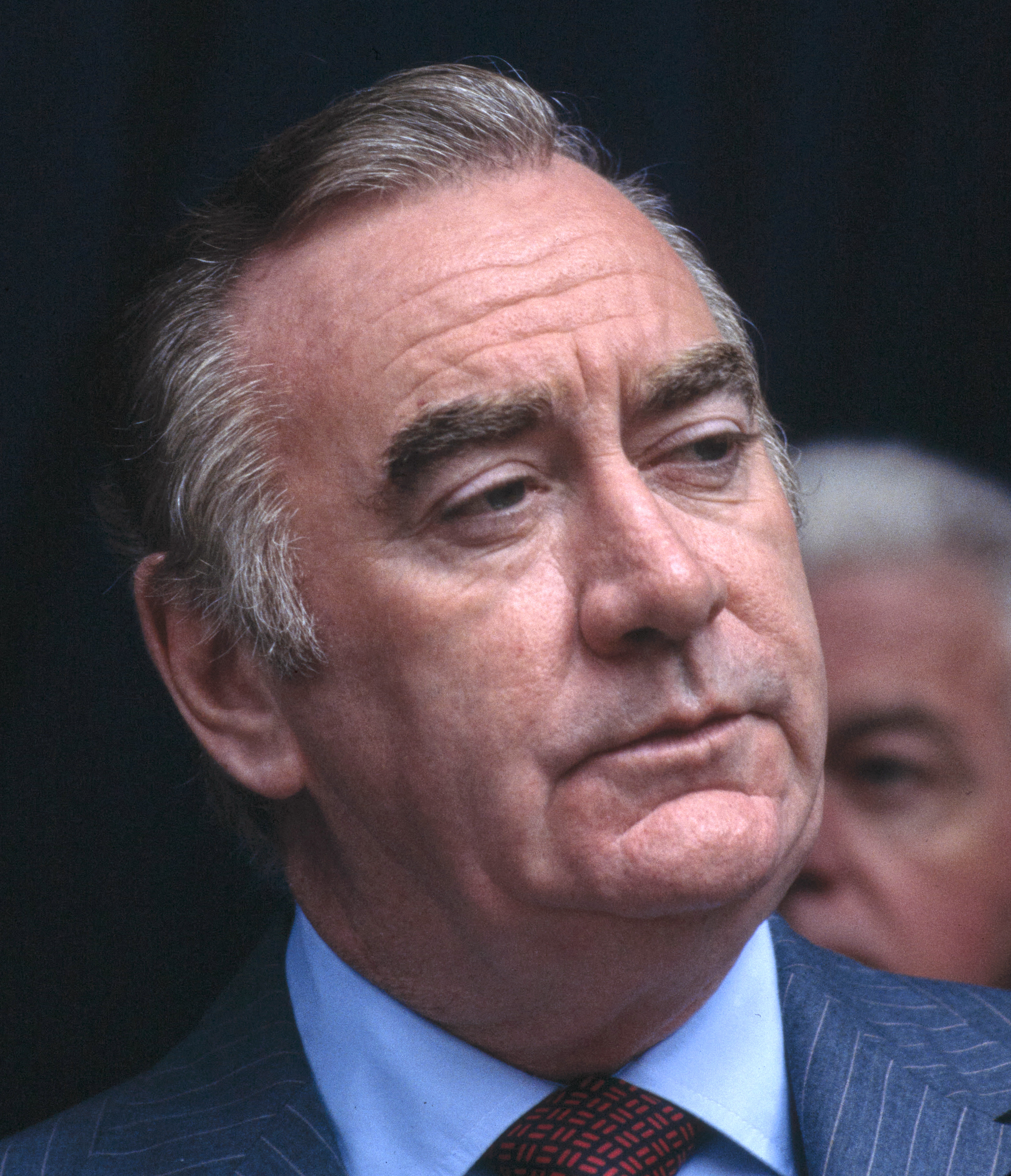
Hugh Carey

Hugh Leo Carey (* 11. April 1919 in Brooklyn, New York City; † 7. August 2011 in Shelter Island, New York) war ein US-amerikanischer Politiker der Demokratischen Partei. Er war von 1975 bis 1983 Gouverneur des Bundesstaates New York. Außerdem vertrat er seinen Staat von 1961 bis 1974 als Abgeordneter im US-Repräsentantenhaus.

## Frühe Jahre und politischer Aufstieg
Hugh Carey wurde als dritter der sechs Söhne von Dennis J. Carey und seiner Frau Margaret (geb. Collins) im New Yorker Stadtteil Brooklyn geboren. Die Eltern waren Nachkommen irischer Einwanderer (aus County Tyrone und County Galway) Dennis J. Carey war Unternehmer, der am Handel mit Öl und Kerosin verdiente. Carey genoss darum eine gute Ausbildung an katholischen Privatschulen. 1939 verließ er St. John’s College, um sich einer Kavallerie-Einheit der Nationalgarde in Fort Drum (ehemals Pine Camp) im nördlichen Teil des Bundesstaates New York anzuschließen. Während des Zweiten Weltkriegs kämpfte er in der 104. Infanterie-Division in Frankreich, Belgien, den Niederlanden und Deutschland. Unter anderem war er einer jener Soldaten, die das KZ Mittelbau-Dora befreiten. Bei seiner Ausmusterung aus der United States Army im Jahre 1946 war er ein hochdekorierter Lieutenant Colonel, dem unter anderem der Bronze Star, das Croix de Guerre und das Combat Infantryman’s Badge verliehen worden war.
Nach dem Krieg nahm er an der St. John’s University School of Law in Queens ein Jura-Studium auf, das er 1951 mit dem Bachelor of Laws (LL.B.) abschloss. Noch im selben Jahr wurde er als Rechtsanwalt zugelassen (admitted to the bar) und begann, in Brooklyn in einer Gemeinschaftskanzlei als Rechtsanwalt zu arbeiten. Außerdem war er zusammen mit seinen Brüdern in der Petrochemie tätig. Carey wurde Mitglied der Demokratischen Partei.

## Kongressabgeordneter und Gouverneur

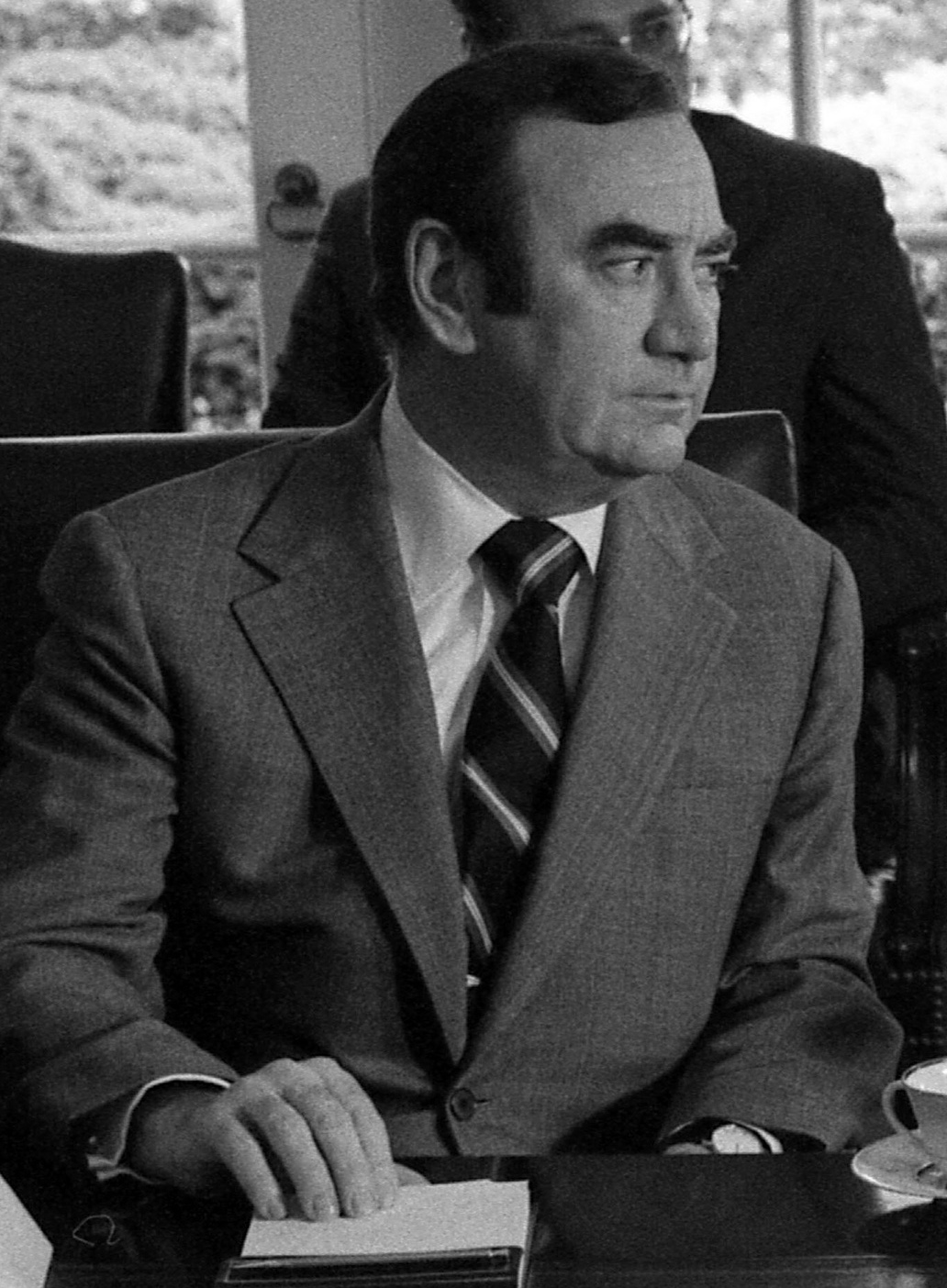
Carey (1975)

Im Jahr 1960 wurde Carey in das Repräsentantenhaus der Vereinigten Staaten gewählt. Dieses Mandat übte er nach einigen Wiederwahlen zwischen dem 3. Januar 1961 und dem 31. Dezember 1974 aus (87. bis 93. Kongress). Nachdem er am 5. November 1974 gegen Amtsinhaber Malcolm Wilson zum neuen Gouverneur seines Staates gewählt worden war, legte er zum 31. Dezember dieses Jahres sein Mandat als Kongressabgeordneter nieder. Am 1. Januar 1975 trat er sein neues Amt an, das er nach einer Wiederwahl im November 1978 bis zum 1. Januar 1983 innehatte. In seiner Regierungszeit gelang es mit seiner Hilfe, die wirtschaftlichen und finanzielle Probleme von New York City unter Kontrolle zu bekommen und die Stadt vor dem finanziellen Zusammenbruch zu retten. Durch seine Wirtschaftspolitik wurde auch die Wirtschaft im Staat New York neu belebt. Bestandteile dieser Politik waren eine deutliche Steuersenkung und die Förderung von Investitionsprogrammen. Der Gouverneur verbesserte auch das Gesundheitswesen, vor allem auch im Bereich der geistig Behinderten. Darüber hinaus setzte er sich für den Umweltschutz ein. Er war auch Mitglied mehrerer Gouverneursvereinigungen.

## Weiterer Lebenslauf
Nach dem Ende seiner Gouverneurszeit blieb Carey politisch aktiv und arbeitete als Rechtsanwalt in New York City. In den Jahren 1976 und 1980 spielte er mit dem Gedanken einer eigenen Präsidentschaftskandidatur. Diese Pläne hat er dann aber selbst aufgegeben. Im Jahr 2006 unterstützte er den Gouverneurswahlkampf von Eliot Spitzer und 2008 den erfolgreichen Präsidentschaftswahlkampf von Barack Obama.

## Privatleben
Hugh Carey war zweimal verheiratet. Am 27. Februar 1947 heiratete er Helen Owen Twohy, die Witwe eines Freundes aus Jugendtagen. Das Paar bekam zwischen 1947 und 1966 13 Kinder; auch adoptierte Carey Helens Tochter aus erster Ehe. 1969 kamen zwei seiner Söhne, Peter († 19) und Hugh Jr. († 18) bei einem Verkehrsunfall ums Leben. Am 8. März 1974 starb Helen Carey an Brustkrebs. 1981 heiratete Carey in zweiter Ehe Evangeline Gouletas, eine gebürtige Griechin, die in Chicago lebte. Sie war zuvor dreimal verheiratet und zweifach geschieden. Als sich herausstellte, dass ihr erster Ehemann ohne ihr Wissen noch lebte, reichte Carey 1989 die Scheidung ein. 2001 starb ein weiterer Sohn, Paul († 39), der unter US-Präsident Bill Clinton die United States Securities and Exchange Commission geleitet hatte, an Krebs.